# 69585 Albertoraugei
69585 Albertoraugei è un asteroide della fascia principale. Scoperto nel 1998, presenta un'orbita caratterizzata da un semiasse maggiore pari a 2,2403098 au e da un'eccentricità di 0,1198027, inclinata di 0,94244° rispetto all'eclittica.